# Ла-Лантехуела
Ла-Лантехуела (ісп. La Lantejuela) — муніципалітет в Іспанії, у складі автономної спільноти Андалусія, у провінції Севілья. Населення — 3882 особи (2010).
Муніципалітет розташований на відстані близько 360 км на південь від Мадрида, 70 км на схід від Севільї.

## Демографія
Динаміка населення (INE ):